# Magic Live Concert
Magic Live Concert是香港的一個慈善音樂會，由東亞唱片製作有限公司主辦，音樂會於2008年11月7日至9日在九龍灣國際展貿中心的「匯星」場館（Star Hall）舉行，由歌手黎明、光良、衛蘭各自主唱1場並於其他場次中擔任表演嘉賓，門票收益扣除必要開支後捐給香港公益金作慈善用途。

## 背景及製作

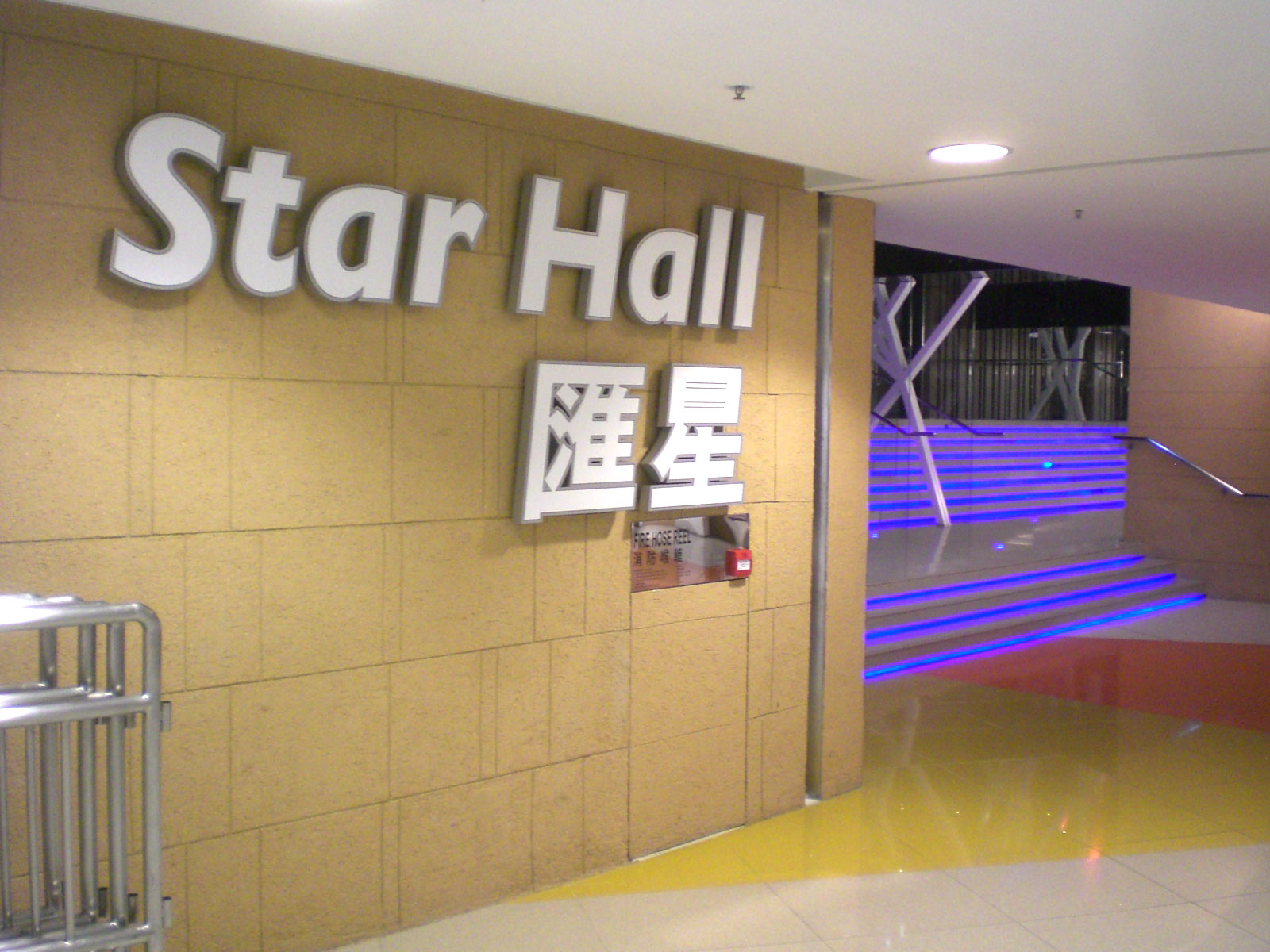
匯星Star Hall

《Magic Live Concert》由黎明旗下的東亞唱片製作有限公司主辦，2008年11月7至9日晚上8時15分在「匯星」（Star Hall）舉行，合共舉行3場，演出歌手包括光良、衛蘭、黎明。「匯星」位於香港九龍灣展貿徑1號的九龍灣國際展貿中心，是一個佔地3萬平方呎的活動舉辦場地，以無柱式設計，設有燈光及音響配套設備，可容納3,600名觀眾，由合和實業董事總經理胡文新免費借給主辦單位。演唱會門票於2008年9月10日公開發售，售價分別為港幣680元、480元、380元，門票收益扣除必要開支後撥捐香港公益金作慈善用途。3場演唱會各有不同的元素，首場演唱會由光良擔任主唱歌手，以舞台和戲劇元素為主；第二場演唱會由衛蘭擔任主唱歌手，會較為注重視覺效果；第三場演唱會由黎明擔任主唱歌手，他表示會選唱自己喜歡的歌曲，不會只唱熱門歌曲。

### 演唱時間表
此演唱會由光良、衛蘭、黎明各自演唱1場，每場有不同的嘉賓參與演出，演唱時間表如下：
| 舉行日期（星期）    | 主唱歌手 | 表演嘉賓                       | 來源  |
| ------------------- | -------- | ------------------------------ | ----- |
| 2008年11月7日（五） | 光良     | 黎明、衛蘭、衛詩、應昌佑       | [ 7 ] |
| 2008年11月8日（六） | 衛蘭     | 黎明、光良、衛詩、雷頌德       | [ 8 ] |
| 2008年11月9日（日） | 黎明     | 衛詩、光良、周慧敏（神秘嘉賓） | [ 9 ] |

### 歌曲編排
以下是2008年11月9日場次的歌曲編排：
1. 我會像你一樣傻
2. 夜夜夢中見
3. 傻痴痴
4. 我用深情與你相約
5. 兩個人的煙火
6. 小圈子（嘉賓衛詩演唱）
7. 聽得見的青春（嘉賓衛詩演唱）
8. 困獸鬥（嘉賓衛詩演唱）
9. 對不起，我愛妳
10. 為何你不是我的未來
11. 今生不再
12. 你讓我忘
13. 右手邊（嘉賓光良演唱）
14. 童話（嘉賓光良演唱）
15. 如果我們不再相愛
16. 愛比我重要
17. 告訴我你會在夢境中等我
18. 我這樣愛你
19. 真愛在明天（與嘉賓周慧敏合唱）
20. 愛情影畫戲
21. 陽光
22. 兩心知
23. 感應

## 反響及評論
《Magic Live Concert》於2008年11月7日進行首場演出，入座率約八成，評論認為表演嘉賓的衣著造型和演出，搶去觀眾的注意力，光良在演唱時出現忘記歌詞的情況，觀眾對於衛蘭在第二場演唱會演唱歌曲〈萬水千山總是情〉沒有太大反應，而衛蘭在演唱歌曲〈情人〉和〈Dancing Queen〉時則獲得觀眾的掌聲支持。2008年11月9日為尾場演唱會，現場觀眾表現瘋狂，不斷向送上鮮花和禮物，一名婆婆在演唱會期間跌倒受傷，但她表示在演唱會未結束之前不想離場，其後由工作人員送她往醫院檢查。黎明走到觀眾席與觀眾握手期間，觀眾一擁而上，舞台邊的大燈被推倒，他其後在保安人員協助下返回舞台上，並取消握手環節。